# Liechtensteiner Cup 1951/52
Der Liechtensteiner Cup 1951/52 war die siebte Austragung des Fussballpokalwettbewerbs der Herren in Liechtenstein. Der FC Vaduz gewann zum zweiten Mal den Titel.

## Teilnehmende Mannschaften
Folgende sieben Mannschaften nahmen am Liechtensteiner Cup teil:
| - FC Schaan - FC Schaan II - FC Vaduz - FC Vaduz II | - FC Balzers - FC Triesen - FC Triesen II |

## Vorrunde
Der FC Vaduz hatte für diese Runde ein Freilos.
|              | Ergebnis |               |
| ------------ | -------- | ------------- |
| FC Vaduz II  | 2:0      | FC Schaan     |
| FC Schaan II | 3:10     | FC Triesen    |
| FC Balzers   | 4:1      | FC Triesen II |

## Halbfinale
|            | Ergebnis |             |
| ---------- | -------- | ----------- |
| FC Vaduz   | 3:1      | FC Balzers  |
| FC Triesen | 3:2      | FC Vaduz II |

## Finale
Das Finale fand am 5. Oktober 1952 in Vaduz statt.
| Datum      |          | Ergebnis |            |
| ---------- | -------- | -------- | ---------- |
| 05.10.1952 | FC Vaduz | 2:0      | FC Triesen |